# County
Een county (Iers: contae) is van oudsher een bestuurlijk gebied in veel Engelstalige landen. Het betrof een stuk land dat onder de jurisdictie stond van een count (in Groot-Brittannië een earl). De term wordt sindsdien gebruikt om een gebied aan te duiden met een eigen bestuur, dat tussen de kleinere gemeente en de grotere staat of provincie in zit.  Het Nederlandse woord hiervoor is graafschap.
Het woord wordt echter ook wel gebruikt om een louter geografisch gebied aan te duiden, hetgeen verwarring kan opleveren, vooral als de grenzen die door de overheid gebruikt worden bijvoorbeeld afwijken van die van de postbezorging. 
Het bestuur van een county is meestal verantwoordelijk voor diensten zoals registratie, verkiezingen, en gerechtelijke administratie.
Van de 11e tot het midden van de 19e eeuw waren counties in Engeland, en in zekere mate ook in Wales, administratief voornamelijk opgedeeld in hundreds.